# Norrie Martin
Norrie Martin (Ladybank, 7 de mayo de 1939 - ibídem, 10 de octubre de 2013) fue un futbolista profesional escocés que jugaba en la posición de portero.

## Biografía
Norrie Martin debutó como futbolista profesional en 1956 a los 17 años de edad con el Dalry Thistle FC. Tras un breve paso por el Hamilton Academical FC, volvió al club durante una temporada más. Ya en 1958 fichó por el Rangers FC. En el club permaneció un total de doce años jugando un total de 110 partidos y habiendo ganado la Premier League de Escocia un total de cuatro veces al igual que la Copa de la Liga de Escocia, y la Copa de Escocia un total de cinco veces. Posteriormente jugó para el East Fife FC, Queen of the South FC y finalmente para el Hamilton Academical FC, club en el que se retiró en 1971 a los 32 años de edad.
Norrie Martin falleció el 10 de octubre de 2013 a los 74 años de edad.

## Clubes
| Club                   | País    | Año         | Partidos |
| ---------------------- | ------- | ----------- | -------- |
| Dalry Thistle FC       | Escocia | 1956 - 1957 | ¿?       |
| Hamilton Academical FC | Escocia | 1957 - 1958 | 1        |
| Dalry Thistle FC       | Escocia | 1958        | ¿?       |
| Rangers FC             | Escocia | 1958 - 1970 | 110      |
| East Fife FC           | Escocia | 1970 - 1971 | 2        |
| Queen of the South FC  | Escocia | 1971        | 4        |
| Hamilton Academical FC | Escocia | 1971        | 3        |

## Palmarés
Rangers FC
- Premier League de Escocia (4): 1959, 1961, 1963 y 1964
- Copa de Escocia (5): 1960, 1962, 1963, 1964 y 1966
- Copa de la Liga de Escocia (4): 1961, 1962, 1964 y 1965